# Вакабадай (станция)
Станция Вакабадай (яп. 若葉台駅 вакабадай эки) — железнодорожная станция на линии Сагамихара, расположенная в городе Кавасаки префектуры Канагава. Она находится в 8,8 километра от конечной станции линии Сагамихара, станции Тёфу.

## История
Станция Вакабадай была открыта 18 октября 1974 года, как часть проекта Tama New Town.
В 2001 году на крыше станции была установлена фотоэлектрическая система, генерация которой используется для освещения и автоматов по продаже билетов.

## Планировка станции
Две расположенные над землёй платформы островного типа, 4 пути.
| 1,2  | ■ Линия Сагамихара | Тама-Центр, Хасимото                                 |
| 3, 4 | ■ Линия Сагамихара | Тёфу, Мэйдаймаэ, Сасадзука, Синдзюку, Линия Синдзюку |

## Близлежащие станции
| «                           | «                | Вид обслуживания | »                | »                |
| Линия Сагамихара            | Линия Сагамихара | Линия Сагамихара | Линия Сагамихара | Линия Сагамихара |
| --------------------------- | ---------------- | ---------------- | ---------------- | ---------------- |
| Express: не останавливается |                  |                  |                  |                  |
| Инаги                       | Инаги            | Local            | Нагаяма          | Нагаяма          |